# Хэчжан
Хэчжа́н (кит. упр. 赫章, пиньинь Hèzhāng) — уезд городского округа Бицзе провинции Гуйчжоу (КНР).

## История
Уезд был выделен в 1942 году из уезда Вэйнин.
После вхождения этих мест в состав КНР в 1950 году был создан Специальный район Бицзе (毕节专区), и уезд вошёл в его состав.
В 1970 году Специальный район Бицзе был переименован в Округ Бицзе (毕节地区).
Постановлением Госсовета КНР от 22 октября 2011 года округ Бицзе был преобразован в городской округ.

## Административное деление
Уезд делится на 6 посёлков, 9 волостей и 12 национальных волостей.